# Ирландская мафия
Ирландская мафия (англ. Irish Mob) — является одной из старейших организованных преступных групп в США, существует с начала XIX века. Возникнув из небольших ирландско-американских уличных банд, в 1928 году увековечена в книге Герберта Осбери Банды Нью-Йорка. Ирландская мафия появилась в таких городах как Бостон, Нью-Йорк, Филадельфия, Чикаго, Новый Орлеан, Провиденс, Канзас-Сити, Сент-Луис, Атлантик-Сити, городах-побратимах Миннеаполисе и Сент-Поле. Ирландская мафия также занималась преступной деятельностью в Ирландии, Англии, Шотландии и Канаде.

## Деятельность в США

### Бостон
Сухой Закон
В Бостоне имеется подробная хроника ирландской мафиозной активности, особенно в крупных ирландско-американских районах вроде Соммервилля (Somerville), Чарльстауна (Charlestown), Саути («Southie»), Дорчестера (Dorchester) и Роксбери (Roxbury), где она проявлялась во времена сухого закона. Фрэнк Уоллас из гастинской банды доминировал над преступным миром Бостона до своей смерти в 1931, когда он был заманен в засаду и убит итальянскими бандитами в Норт Энде (North End). Многочисленные войны между соперничающими бандами в начале и середине XX века способствовали их упадку.
Банда Уинтер Хилл
Банда Уинтер Хилл, действовавшая в районе Бостона, была одной из самых успешных организованных преступных группировок в американской истории. Банда контролировала весь преступный мир Бостона с начала 1960-х до середины 1990-х годов. Своё название банда получила благодаря одноимённому району северного пригорода Бостона Соммервиля и была основана своим первым боссом Джеймсом «Бадди» МакЛином. В то время как члены банды, как предполагалось, были замешаны лишь в самых типичных видах криминальной деятельности, возможно они более известны тем, что подстраивали лошадиные скачки в северо-восточных штатах. 21 член группировки, включая «сочувствующих», а также Хоуи Уинтера (второго человека в банде) и его «правую руку» и букмекера, Сальваторе Сперлинга, были обвинены в 1979 году федеральными обвинителями. Вследствие этих событий бразды правления перешли к Джеймсу Дж. «Уайти» Бёлджеру и наёмному убийце Стивену Флемми, оба из которых имели ирландские корни.
Война ирландских группировок
Такое название получила серия конфликтов между доминирующими ирландско-американскими ОПГ в штате Массачусетс на протяжении 1960-х годов: Чарльстонской ОПГ, возглавляемой братьями Бернард и Эдвардом «Панчи» МакЛафлином, и Уинтерхиллской ОПГ Соммервилля, под руководством Джеймса «Бадди» МакЛина. Предполагается, что противостояние началось из-за того, что Джордж МакЛафлин отбил девушку у сторонника банды Уинтер Хилла Алекса «Бо Бо» Петриконе, также известного как актёр Алекс Рокко.
Позже МакЛафлин был избит и госпитализирован двумя членами Уинтерхиллской ОПГ. После этого Берни МакЛафлин явился за объяснениями к «Бадди» МакЛину. После того, как МакЛин отказался выдать своих людей, МакЛафлин поклялся отомстить, но вскоре был убит МакЛином на Чарльстонской городской площади. Война привела к уничтожению Чарльстонской ОПГ, в ходе которой были убиты Берни и Эдвард МакЛафлины и Стиви и Конни Хьюз. Джордж МакЛафлин, начавший войну, был единственным, кто выжил благодаря аресту и тюремному заключению. МакЛин был также убит братьями Хьюз, и руководство ОПГ Уинтер Хилл перешло к его «правой руке», Хоуи Уинтеру. Оставшиеся в живых члены ОПГ Чарльстона присоединились к банде Уинтер Хилл, которая в то время становилась доминирующей ОПГ не-мафиозного толка в области Новой Англии.
Последующие годы
В течение 1970-х и 1980-х, в Бостонском офисе ФБР действовал законспирированный коррумпированный федеральный агент Джон Дж. Коннолли, которым руководил «Уайти» Бёлджер, используя его для того, чтобы давать показания против своих конкурентов в качестве осведомителя (об этом станет ясно лишь к концу 1990-х). Этот скандал послужил основой для книги «Чёрная месса» и стал вдохновением для фильмов «Отступники» Мартина Скорсезе и «Чёрная месса» Скотта Купера

### Нью-Йорк
До сухого закона
В эру Банд Нью-Йорка, многочисленные ирландско-американские уличные банды такие, как 40 Воров, Мёртвые Кролики, Уайоз, на протяжении почти что ста лет были доминирующими в преступной среде, пока в 1880-х — 1890-х не стали соперничать с прибывающими вместе с волной иммигрантов итальянскими и еврейскими бандами.
Хотя лидеры группировок, такие как «Монах» Истмэн у Истманцев (Eastmans) и Пол Келли из банды Пяти Углов враждовали в течение начала 1900-х, другие, такие как Гудзонские Дастеры и Банда Гофера стали союзникамии.
Однако, с появлением итальянских преступных группировок, таких как семья Морелло и банда Чёрная Рука, вторгшихся в занимаемые ирландцами портовые районы Нью-Йорка, различные ирландские бригады, которые враждовали в течение многих десятилетий, объединились, чтобы сформировать банду Белая Рука в течение ранних 1900-х. Хотя поначалу Белой Руке удавалось держать в узде их итальянских конкурентов, её переходящее лидерство и междоусобная борьба за власть подкосили влияние банды, а последующие убийства Денниса «Динни» Михана, «Дикого» Билла Лаветта и Ричарда «Деревянную Ногу» Лонергана и вовсе заставили банду распасться и исчезнуть к середине 1920-х, поскольку береговая линия была захвачена итальянскими бандитами Винсентом Мангано, Альбертом «Безумным Шляпником» Анастазия и Джо Адонисом.
Сухой Закон
В течение первых лет Сухого Закона «Большой» Билл Дуайер проявил себя среди многих бандитов Нью-Йорка ведущим бутлегером. Однако, после его ареста и суда относительно нарушения Сухого Закона в течение 1925-го и 1926-го его команда раскололась на две соперничающие части с бывшим лидером банды Гофера, Оуни «Убийцей» Мэдденом и Фрэнком Костелло с одной стороны и Джеком «Легзом» Даймондом, «Малышом» Оги Писано, Чарльзом «Вэнни» Хиггинсом и Винсентом «Бешеным Псом» Коллом с другой.
Вестиз
Вестиз (Westies) — ирландская уличная банда из района Адская Кухня (Hell’s Kitchen), который находится в Вест-Сайде, Манхэттен.
Среди самых видных участников были Эдди МакГрат, Джеффри Дойл, Фрэнсис Дойл-младший, Микки Физэрстоун и Эдвард «Эдди Мясник» Каммиски. Кунан был заключен в тюрьму в 1986 году согласно закону РИКО, а также по обвинению в многочисленных убийствах. Жена Кунана, Эдна, будучи соучастницей мужа, также была заключена в тюрьму. Микки Физэрстоун стал осведомителем после своего ареста в начале 1980-х.
Майкл Спиллэйн против Джеймса Кунана
Борьба за власть между двумя половинами Вестиз продлилась с 1966 до 1977. Джеймс Кунан, перспективный, быстро растущий в криминальной иерархии бандит, бросил вызов хозяину Адской Кухни, Майклу Спиллэйну. У Кунана и Спиллэйна была давняя история, в которую была замешана ещё мать Кунана. Считается, что войну начал Кунан, обстреляв квартиру Спиллэйна, когда тот находился в ней. Спиллэйн в отместку стал похищать сторонников Кунана и удерживать их ради выкупа, периодически убивая то одного, то другого.
В 1970-х, между группировкой Спиллэйна, значительно ослабленной войной с Кунаном, и семьёй Дженовезе назревала война за контроль над строительной площадкой в Адской Кухне. Семья Дженовезе действовала быстро: трое лучших людей Спиллэйна были убиты итальянцами в 1976 году. Это побудило Кунана сделать попытку полностью прибрать к рукам организацию Спиллэйна, заключив союз с Роем ДеМео из семьи Гамбино. В семье Дженовезе решили, что Вестиз были слишком сильны и хорошо организованны, чтобы затевать с ними войну, и добились с ними перемирия с помощью семейства Гамбино. Вестиз остались хозяевами в Адской Кухне (отдавая 10 % их прибыли Гамбино), а семье Дженовезе было позволено контролировать строительную площадку, отдавая часть прибыли Вестиз.

### Филадельфия
Сухой Закон
Во время Сухого Закона, Дэниэл «Дэнни» О’Лири боролся с Макси «Крикуном» Хоффом за контроль над бутлегерством в Филадельфии и Пенсильвании.
Послевоенное время
В годы после Второй мировой войны, Северо-восточная ОПГ Филли, также известная как банда K&A, была доминирующей ирландской группировкой в преступном мире города. ОПГ, состоящая преимущественно из ирландских и ирландско-американских бадндитов, банда Филли, образовавшаяся из молодежной уличной банды, базировавшейся вокруг пересечений Кенсингтона (Kensington) и Аллегейни (Allegheny), выросла и набрала силу за счёт местной шпаны и «синих воротничков» ищущих дополнительного заработка. Со временем, группировка расширилась и стала более организованной, открывая для себя новые прибыльные источники дохода, такие как азартные игры, ростовщичество и кражи.
В 1980-х банда Филли расширилась и стала оперировать и вне Кенгсингтона. Это было в это время, когда итальянский бандит Рей Маторано и более чем 36 других преступников были обвинены в их предполагаемой причастности к торговле наркотиками, так называемому «Большому метамфетаминовому кольцу».

### Чикаго
Сухой Закон
Преемники преступной империи Майкла Кассиуса МакДональда предыдущего столетия, ирландско-американские преступные организации в Чикаго были на пике могущества во время Сухого Закона, специализируясь на бутлегерстве и автомобильных кражах. Однако, скоро у них появились серьёзные конкуренты, такие как Аль Капоне и Чикагский филиал.
Группировки, существующие до Сухого Закона — включая банду Норд Сайда, в которую входили Дион «Динни» О’Бэнион, Джордж «Багс» Моран и Луис «Два Ствола» Алтери; Братья О’Доннелл из Саут Сайда (во главе с Майлсом О’Доннеллом); Вест Сайдские О’Доннеллы; Рэджен Кольтс; Фрэнсис Каваног; Доллинная банда; Роджер Тоуи; Фрэнк МакЭрлэйн; Джеймс «Большой Джим» О’Лири; и Терри «Автомат» Драгган — все они сражались с Капоне за контроль над рынком сбыта алкоголя.

## Ирландская мафия в популярной культуре

### Фильмы
- Рэкет (1928)
- Враг общества (1931)
- Лицо со шрамом (1932)
- Ангелы с грязными лицами (1938)
- В порту (1954)
- Резня в день Святого Валентина (1967)
- Prime Cut (1972)
- Афера (1973)
- The Friends of Eddie Coyle (1973)
- Перекрёсток Миллера (1990)
- Состояние исступления (1990)
- Герой-одиночка (1996)
- Monument Ave. (1998)
- Southie (1999)
- Святые из Бундока (1999)
- Банды Нью-Йорка (2002)
- Ash Wednesday (2002)
- Проклятый путь (2002)
- Dirty Deeds (2002)
- Таинственная река (2003)
- Charlie’s Angels: Full Throttle (2003)
- Irish Eyes (2004)
- Оправданная жестокость (2005)
- Отступники (2006)
- Город воров (2010)
- What Doesn’t Kill You (2008)
- The Irishman (2010)
- Убить Ирландца (2011)
- Чёрная месса (2015)

### Сериалы
- Brotherhood (2006)
- The Black Donnellys (2007)
- Underbelly (2008)
- Сыны анархии (2008)
- Касл (2009)
- Leverage (2010)
- Подпольная империя (2010)
- Острые козырьки (2013)

### Компьютерные игры
- Grand Theft Auto 4
- Mafia 2
- Mafia III